# Derechos sociales
Los derechos sociales son aquellos derechos que facilitan a los ciudadanos o personas  de un país a desarrollarse en autonomía, igualdad y libertad así como aquellos derechos que les permiten unas condiciones económicas y de acceso a bienes necesarios para una vida digna.
Los derechos sociales, desde el punto de vista del contrato social, en contraste con los derechos naturales, son aquellos que son considerados derechos legales reconocidos por los derechos positivos.
Los derechos sociales, son una parte de los derechos económicos, sociales y culturales y parte de los derechos humanos, aparecen en el Pacto Internacional de Derechos Económicos, Sociales y Culturales (PIDESC) aprobado en 1966 y que entró en vigor en 1976 y de forma más genérica en la Declaración Universal de los Derechos Humanos de 1948.

## Consideraciones generales
Los derechos sociales son los que humanizan a los individuos, sus relaciones y el entorno en el que se desarrollan. Son garantías de la igualdad y la libertad reales, pues la libertad no es posible si es imposible ejercerla por las condiciones materiales de existencia.

Para algunos, los derechos sociales se fundamentan en el contrato social —que puede o no ser explícito en una Constitución— Por ejemplo, para James Madison, un “derecho social” es uno que se adquiere por el mero hecho de la existencia, implícita o no, de ese contrato. El ejemplo que Madison propone puede entenderse en países de habla hispana como el derecho a un  juicio justo  (juicio por jurado en EE. UU.). Tal derecho no es “natural” -no existe ni puede existir previamente a la aparición de la sociedad y de las leyes. Tampoco tiene una forma única: puede haber diferentes maneras de implementarlo. Sin embargo, todo y cualquier acuerdo para formar una sociedad justa implica el derecho a un juicio justo. En general, desde el punto de vista del contractualismo, los derechos que tal contrato origina (derechos civiles) solo son válidos en la medida en que benefician a la sociedad y sus miembros. Si ese no es el caso, se renegocia el contrato —a través de elecciones o cambios a la ley— o, últimamente, se recurre legítimamente a la insurrección. (Véase John Locke, David Hume, etc. Para una visión más detallada y moderna de esta problemática, ver José M.ª Martínez de Pisón Cavero:  "Políticas de bienestar: un estudio sobre los derechos sociales'). NO SE

### Derechos sociales derivados de los derechos humanos
Para otros los derechos sociales se derivan directamente de los Derechos humanos o naturales, en el sentido que son facultades o derechos inherentes a todo ser humano, por lo tanto anteceden y prevalecen sobre (son implícitos en) cualquier otro compromiso, consecuentemente,  son derechos que ninguno puede perder o conceder.  Así, por ejemplo, Thomas Paine argumenta, en su obra Los derechos del hombre, que el derecho a beneficiarse del esfuerzo común es realmente un derecho natural de los seres humanos, dado que estos solo pueden vivir en sociedad.  Al ciudadano “La sociedad no le dona nada. Cada hombre es un propietario en la sociedad, y toma del capital como materia de derecho” (Cap II “de los derechos civiles”).  Paine va tan lejos como a sugerir -entre otras reformas sociales- un “salario mínimo garantizado” (es decir, incluso para aquellos en desempleo).
Por su parte Edmund Burke argumenta que: “Si la sociedad civil se ha creado para el avance del hombre, todas los avances que ha efectuado llegan a ser su derecho. (El Estado) Es una institución de beneficencia y la ley misma solo es beneficiosa si actúa de acuerdo a una regla. (op. cit). y “Lo que sea que un hombre puede hacer por sí mismo sin causar perjuicio a los demás él tiene derecho a hacer por sí mismo; y tiene derecho a una porción justa de todo lo que la sociedad, con todas sus combinaciones de habilidades y fuerzas, puede hacer en su favor. En esta sociedad todos los hombres tienen iguales derechos”.... Burke ve su propuesta como representando  “los verdaderos derechos humanos”.
Desde este punto de vista, tales derechos serían el equivalente a los denominados derechos humanos de segunda generación (los derechos económicos, sociales y culturales), propios de algunas versiones del Estado del bienestar y del Estado Social de Derecho, que aparece históricamente, como superación del Estado de Derecho liberal.

## Derechos sociales

El Derecho a la vivienda aparece recogido en el artículo 25 de la Declaración Universal de los Derechos Humanos de 1948. Algunas constituciones nacionales también lo recogen.

Enumerándolos, los derechos sociales serían:
- El derecho a un empleo y a un salario.
- El derecho a la protección social en casos de necesidad (jubilación, seguridad social, desempleo, bajas laborales por causas de salud, maternidad o paternidad, accidentes laborales).
- El derecho a la vivienda, un hogar seguro.
- El derecho a la educación.
- El derecho a la salud.
- El derecho a un medio ambiente saludable, al acceso a la cultura y a todos los ámbitos de la vida pública .
- El derecho a la alimentación y la soberanía alimentaria.

## Ratificación
Los Derechos económicos, sociales y culturales se han ido positivando en diferentes declaraciones y pactos, tanto a nivel internacional como regional. Fueron ratificados por la ONU en 1988 a nivel internacional a partir del Pacto Internacional de Derechos Económicos, Sociales y Culturales, y a nivel americano por el Protocolo de San Salvador. Los países signatarios de este pacto fueron Argentina, Bolivia, Brasil, Chile, Colombia, Costa Rica, Ecuador, El Salvador, Guatemala, Haití, México, Nicaragua, Panamá, Paraguay, Perú, República Dominicana, Surinam, Uruguay y Venezuela.